# Dominik Nguyễn Văn Xuyên
Św. Dominik Nguyễn Văn Xuyên (wiet. Ðaminh Nguyễn Văn Xuyên) (ur. ok. 1786 r. w Hương Hiệp, prowincja Nam Định w Wietnamie – zm. 26 listopada 1839 r. w Bảy Mẫu w Wietnamie) – dominikanin, męczennik, święty Kościoła katolickiego.
Rodzice Dominika Nguyễn Văn Xuyên byli zamożnymi rolnikami. Święcenia kapłańskie przyjął w 1819 r. Pod wpływem biskupa Delgado został dominikaninem. Podczas prześladowań przez długi czas ukrywał się. Aresztowano go 18 sierpnia 1839 r., a następnie przesłano do Nam Định. Wielokrotnie był torturowany, ale nie udało się skłonić go do wyrzeczenia się wiary. W ostatnich dniach przed egzekucją był uwięziony w jednej celi z dominikaninem Tomaszem Đinh Viết Dụ. Został stracony 26 listopada 1839 r. razem z Tomaszem Đinh Viết Dụ. Pochowano ich w miejscu egzekucji. W styczniu 1841 r. ich relikwie przeniesiono do Lục Thuỷ.
Dzień wspomnienia: 24 listopada w grupie 117 męczenników wietnamskich.
Beatyfikowany 27 maja 1900 r. przez Leona XIII, kanonizowany przez Jana Pawła II 19 czerwca 1988 r. w grupie 117 męczenników wietnamskich.